# Балагер, Асунсьон
Мария Асунсьон Балагер Голобарт (исп. María Asunción Balaguer Golobart; 8 ноября 1925 — 23 ноября 2019) — испанская актриса кино, театра и ТВ. Вдова актёра Франсиско Рабаля.

## Биография
Она родилась в семье каталонских буржуа. С 13 лет Асунсьон училась в театральной школе, а затем на факультете философии и литературы в университете.
В 1951 году молодая актриса познакомилась с Пако Рабалем. Эта встреча стала судьбоносной для обоих. Актёры прожили вместе вплоть до его смерти 29 августа 2001 года. Их дочь Тереса — актриса и исполнительница популярных песен в жанре минидиско, сын Бенито — кинорежиссёр. Четверо внуков. Правнук Даниэль (род. 1998) занимается музыкой.
В 1999 году за лучшую женскую роль в фильме «Las huellas borradas» удостоена премии «Серебряная биснага» Малагского фестиваля испанского кино и кинематографической премии Святого Георгия.
Асунсьон умерла 23 ноября 2019 года в больнице населенного пункта Серседилья (автономное сообщество Мадрид).